# 拉莫内达宫
拉莫內達宮 (西班牙語：[paˈlasjo ðe la moˈneða], Palace of the Mint)，或簡稱拉莫內達，是智利共和國的總統府。它還包含了三個內閣部門：內政部、總統府秘書處及政府總秘書處。它佔據了聖地牙哥市中心的整個街區，位於Moneda（北側）、Morandé（東）、Alameda del Libertador Bernardo O'Higgins（南）和 Teatinos 街（西）之間的市民區。

## 外部連結
- Government of Chile （页面存档备份，存于）
- Government from La Moneda （页面存档备份，存于）
- Live webcam （页面存档备份，存于）

33°26′35″S 70°39′14″W / 33.443018°S 70.653870°W
1. 1 2  Andrew Benson; Melissa Graham. . Penguin. 2009: 94  [10 December 2011]. ISBN 978-1-4053-8381-3. （原始内容存档于2014-09-22）.
2. ↑  .   [2021-11-14]. （原始内容存档于2019-01-25）.